# Kaunakakai
Kaunakakai est une census-designated place sur l'île de Molokai, dans le comté de Maui et dans l’État de Hawaï, aux États-Unis. Lors du recensement de 2010, sa population s’élevait à 3 425 habitants.

## Démographie
| Groupe            | Kaunakakai | Hawaï | États-Unis |
| ----------------- | ---------- | ----- | ---------- |
| Métis             | 37,4       | 23,6  | 2,9        |
| Océaniens         | 23,9       | 10,0  | 0,2        |
| Asiatiques        | 22,3       | 38,6  | 4,8        |
| Blancs            | 15,4       | 24,7  | 72,4       |
| Afro-Américains   | 0,5        | 1,6   | 12,6       |
| Autres            | 0,3        | 1,3   | 6,2        |
| Amérindiens       | 0,3        | 0,3   | 0,9        |
| Total             | 100        | 100   | 100        |
|                   |            |       |            |
| Latino-Américains | 5,9        | 8,9   | 16,7       |

En 2010, la population asiatique est principalement composée de Philippino-Américains et de Nippo-Américains qui représentent respectivement 15,5 % et 4,6 % de la population de Kaunakakai, alors que la population océanienne est majoritairement composée d'autochtones hawaïens qui représentent 22,4 % de la population de la localité. En incluant les métis, la population autochtone hawaïenne représente plus de 55 % de la population.
Selon l'American Community Survey, pour la période 2011-2015, 85,60 % de la population âgée de plus de 5 ans déclare parler l'anglais à la maison, 7,63 % déclare parler une langue polynésienne, 4,68 % le tagalog, 0,83 % le français, 0,68 % l'espagnol, 0,34 % le japonais et 0,25 % une langue africaine.
| 2000  | 2010  | - | - | - | - |
| ----- | ----- | - | - | - | - |
| 3 490 | 3 425 | - | - | - | - |

## Source
- (en) Cet article est partiellement ou en totalité issu de l’article de Wikipédia en anglais intitulé « Kaunakakai, Hawaii » (voir la liste des auteurs).